# منطقه نمونه گردشگری چالیدره
منطقه نمونه گردشگری چالیدره یک منطقه گردشگری که شهرستان طرقبه شاندیز در استان خراسان رضوی  واقع شده است.

## تاریخچه
سد چالیدره در سالهای1376 تا1381 با تامین عرصه توسط شهرداری طرقبه و احداث سازه و تاسیسات توسط شرکت آب منطقه ای خراسان رضوی ایجاد شد تا در جهت رفع اختلافات محلی در توزیع عادلانه آب و تامین آب کشاورزی باغات منطقه و کمک به حفظ محیط زیست و اقلیم دامنه های شمالی ارتفاعات رشته کوه بینالود ایفای نقش کند.
با توجه به ظرفیتهای سد و اراضی اطراف آن و موقعیت جغرافیایی این منطقه در حوزه نفوذ شهر زیبا و ییلاقی طرقبه و کلانشهر مذهبی مشهد با رویکردی جدید در تفکر مدیران منطقه چالیدره، شهر و شهرستان طرقبه شاندیز و ورود سازمان همیاری شهرداریهای خراسان رضوی به عرصه مشارکت در این حوزه، شرکت نمونه گردشگری چالیدره تشکیل شد تا روند روبه رشد و توسعه این ظرفیتها سرعت بیشتری به خود بگیرد و با مصوبه هیئت محترم وزیران کشور در سال 1387 سد چالیدره به عنوان منطقه نمونه گردشگری انتخاب شود.

## جاذبه منطقه
• افتتاح فاز 2 مجموعه گردشگری چالیدره طرقبه
فاز 2 مجموعه گردشگری چالیدره طرقبه شامل بانجی جامپینگ، تله سیژ، رستوران کلاسیک، رستوران گیلانی، عکاسخانه سنتی، دکتر ماهی، کافی شاپ، اسکله تفریحی و دیگر امکانات رفاهی و گردشگری بهمن ماه سال 1394 افتتاح شد و هم اکنون با بهترین کیفیت مشغول به ارائه خدمات به گردشگران داخلی و خارجی می باشد.
• اولین تله سیژ آبی و خاکی شرق کشور
این تله سیژ با سرمایه گذاری بخش خصوصی و همکاری شرکت گردشگری نمونه چالیدره طرقبه به طول 750متر و با عبور از ارتفاعات منطقه چالیدره و همچنین سطح آب دریاچه به بهره برداری رسیده است. این تله سیژ با 47 صندلی دو نفره مسیر 750 متری را طی 15 دقیقه طی نموده و مسافران را به فاز 2 مجموعه گردشگری چالیدره منتقل می کند که بی شک لحظاتی به یادماندنی را برای مسافران و گردشگران به ارمغان خواهد آورد.
مجموعه گردشگری چالیدره امروز به عنوان یکی از قطب های مهم گردشگری در خراسان رضوی سالانه میزبان گردشگران مختلفی از ایران و سایر کشورها می باشد. نزدیکی شهر مشهد به سد چالیدره و وجود بارگاه منور حضرت علی بن موسی الرضا (ع) در این کلان شهری مذهبی کشور از دیگر فرصتهای مطلوبی است که جذب مسافران و زائران را در ایام مختلف به منطقه گردشگری چالیدره به همراه خواهد داشت.
• افتتاح اولین برج سه منظوره ایران در چالیدره
اولین برج سه منظوره کشور با ارتفاع 40 متر و کاربری رستوران گردان و بانجی جامپینگ به عنوان یکی از مهیج ترین تفریحات در شرق کشور در چالیدره احداث شده است.